# 374年
| 千纪： | 1千纪                                                                                           |
| 世纪： | 3世纪 \| 4世纪 \| 5世纪                                                                         |
| 年代： | 340年代 \| 350年代 \| 360年代 \| 370年代 \| 380年代 \| 390年代 \| 400年代                       |
| 年份： | 369年 \| 370年 \| 371年 \| 372年 \| 373年 \| 374年 \| 375年 \| 376年 \| 377年 \| 378年 \| 379年 |
| 纪年： | 甲戌年（狗年）；东晋宁康二年；前凉咸安四年；代国建国三十七年；前秦建元十年，張育黑龙元年        |

## 大事记
- 匈奴首領巴蘭勃率領匈奴鐵騎進攻頓河、第聶伯河的東哥德人和黑海北岸的西哥德人。
- 謝安以王坦之從桓氏取回徐州和兗州並出任兩州刺史，桓溫之弟桓沖出讓揚州轉領荊州，謝安自領揚州（非今日之揚州市），形成「荊揚相衡」格局。